# イ・サガン
イ・サガン（이사강／Sagang Lee、1980年10月17日 - ）は、ソウル在住の映画監督、CF監督、モデル。
イギリスとフランスの広告会社に務めた後、2002年に短編映画『スプートニク』で注目を浴びた。 2003年、ペ･ヨンジュンとの交際が公表されて話題となった。2018年、BIGFLOのロンと結婚した。